# Dira eurina
Dira eurina är en fjärilsart som beskrevs av Quickelberge 1978. Dira eurina ingår i släktet Dira och familjen praktfjärilar. Inga underarter finns listade i Catalogue of Life.